# Iwan Williams
Iwan P. Williams est un astronome britannique.
Le Centre des planètes mineures le crédite de la découverte de sept astéroïdes, effectuée entre 1993 et 2002, toutes en collaboration avec d'autres astronomes dont Alan Fitzsimmons, Michael J. Irwin et Donal O'Ceallaigh.
Il est diplômé en astronomie et astrophysique de l'université de Londres en 1963.
L'astéroïde (3634) Iwan lui est dédié,.
| (15788) 1993 SB,         | 16 septembre 1993 |
| (15789) 1993 SC,         | 17 septembre 1993 |
| (19255) 1994 VK8,        | 8 novembre 1994   |
| (19299) 1996 SZ4,        | 16 septembre 1996 |
| (114156) Eamonlittle     | 4 novembre 2002   |
| (143048) Margaretpenston | 2 novembre 2002   |
| (179595) Belkovich       | 22 juin 2002      |